# Drususquelle (Xanten)
Koordinaten: 51° 38′ 24″ N, 6° 25′ 53,8″ O

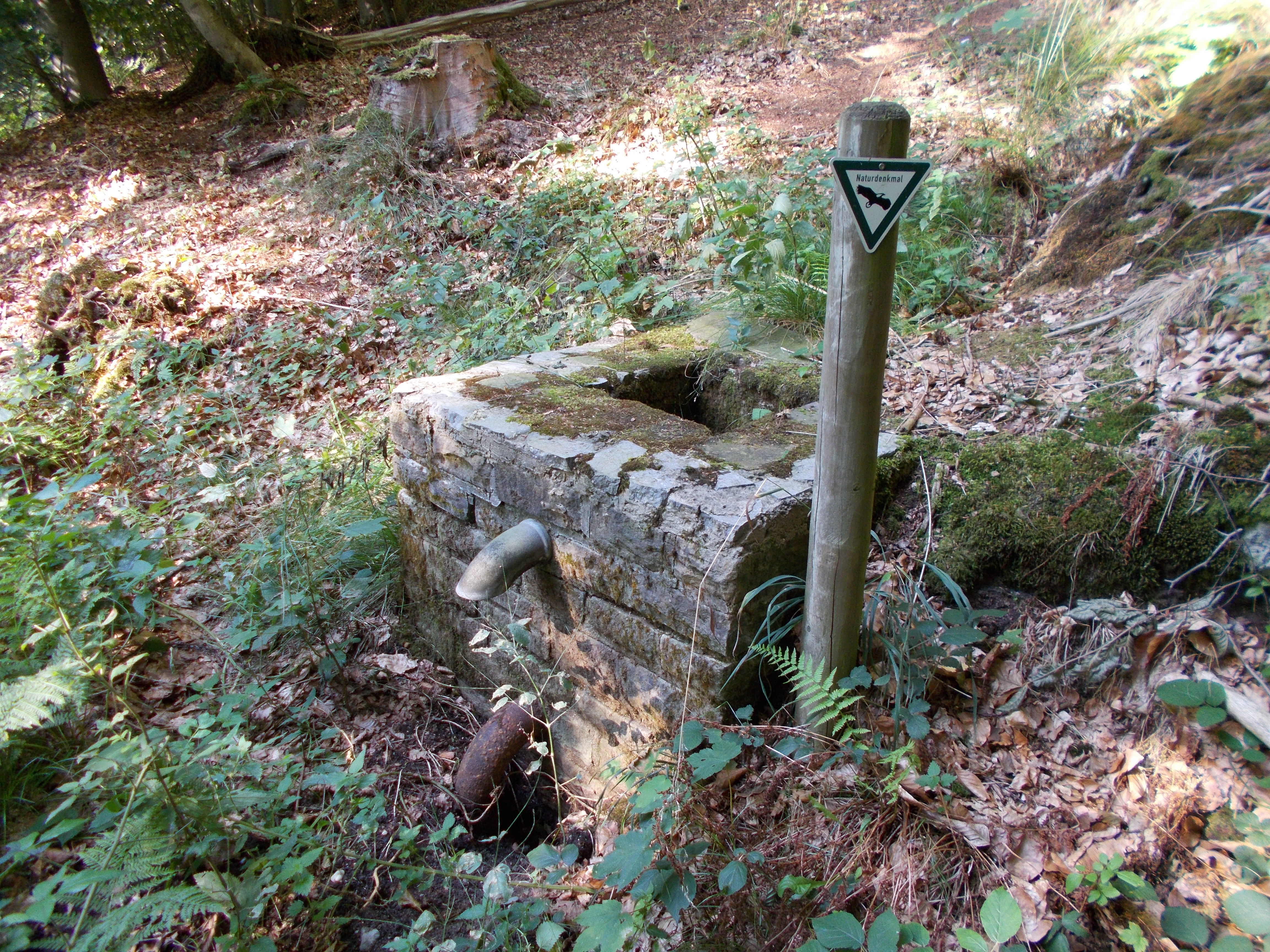
Naturdenkmal „Drususquelle“. Überlaufbecken am Flirenberghang in der Hees.

Die Drususquelle ist eine Rheokrene mit einem künstlich angelegten Teich am südwestlichen Waldrand der Hees, südlich von Xanten. Benannt ist sie nach dem römischen Feldherren und Konsul Nero Claudius Drusus. Ihren volkstümlichen Namen erhielt sie aufgrund des in den 1930er Jahren entdeckten Römerlagers Vetera I auf dem Fürstenberg.

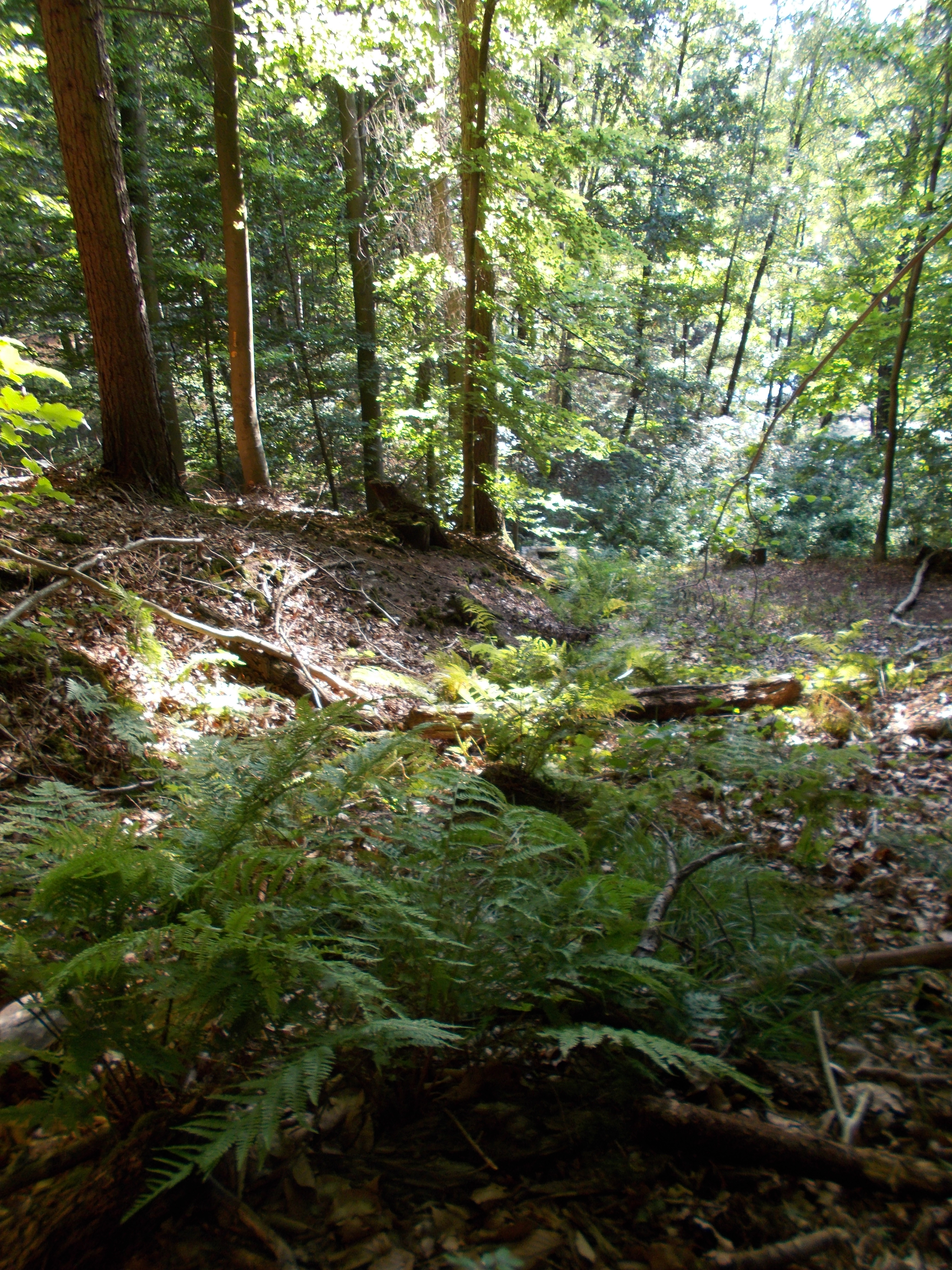
Quellenhang am Flirenberg in der Hees.

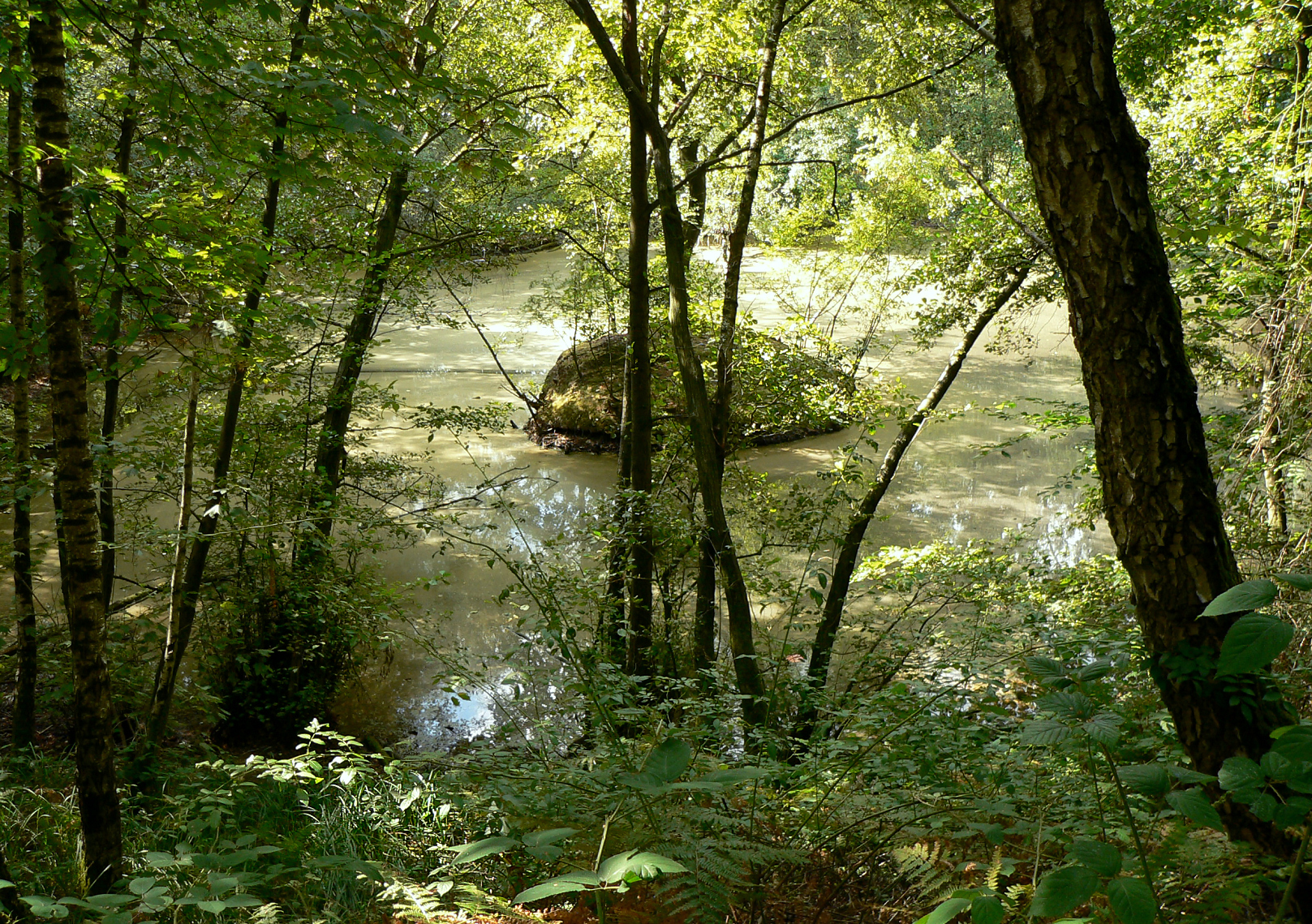
Quellenteich mit Bauminsel am Philosophenweg. Er wird auch Märchensee genannt. Je nach Jahreszeit ändert er die Farbe.

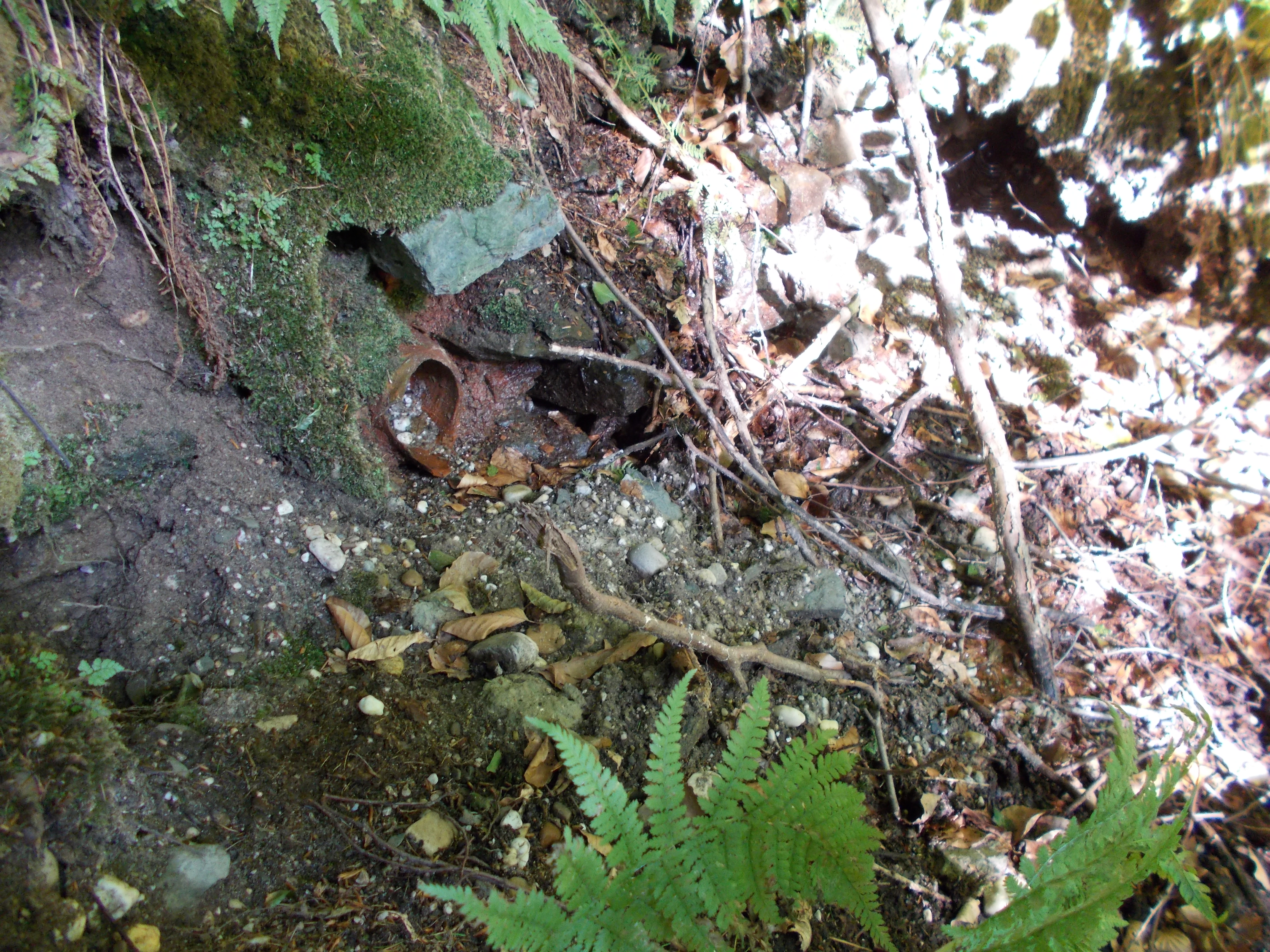
Drususquelle

Die Quelle liegt etwa 450 Meter vom Landhaus „Am Röschen“ entfernt und entspringt einige Meter oberhalb des kleinen Sees mit der Bauminsel am Philosophenweg. Über einen abzweigenden Trampelpfad ist sie im bewaldeten Hügel erreichbar. Etwa drei Meter oberhalb des gemauerten Überlaufbeckens am Wegesrand rinnt das Wasser spärlich aus dem Flirenberg. Dort finden sich Reste einer überwachsenen Trockenmauer aus Naturstein, aus der ein Ziegelrohr mit 10 cm Durchmesser ragt. Diese stammt wahrscheinlich von einer Quellfassung, mit der man das Sickerwasser auffing. Insgesamt umfasst der Quellbereich eine Fläche von 500 m². Er ist ein Naturdenkmal und im Landschaftsplan Sonsbeck / Xanten unter ND 4 – Naturdenkmal Quellbereich („Drususquelle“) gelistet.
Zu Zeiten der Römer war die Drususquelle eine der vielen Quellen zwischen Xanten und Sonsbeck, mit denen sie ihre Wasserversorgung im Militärlager Vetera und der später errichteten Binnenhafenstadt Colonia Ulpia Traiana sicherten. Über lange Rohrleitungssysteme leiteten sie das kühle Nass in ihre Städte. Darüber, wie ergiebig die Quelle in der Antike war, kann man nur spekulieren. Die Wassermenge der Rheokrene hängt stark von der Niederschlagsmenge und den Jahreszeiten ab. Während des Zweiten Weltkrieges war die Drususquelle einer der Versorgungsbrunnen der Luftmunitionsanstalt Xanten (MUNA). Ein Großteil der Anlage war von unterirdischen Gängen durchzogen. Nach dem Krieg wurden die Stollen zugeschüttet und die MUNA renaturiert. Durch die großflächigen Erdbewegungen verschob sich die stauende Tonschicht und verringerte die Abflussspende. Heute beträgt die Schüttung durchschnittlich 0,3 Liter in der Sekunde.